# 페르가나 대운하

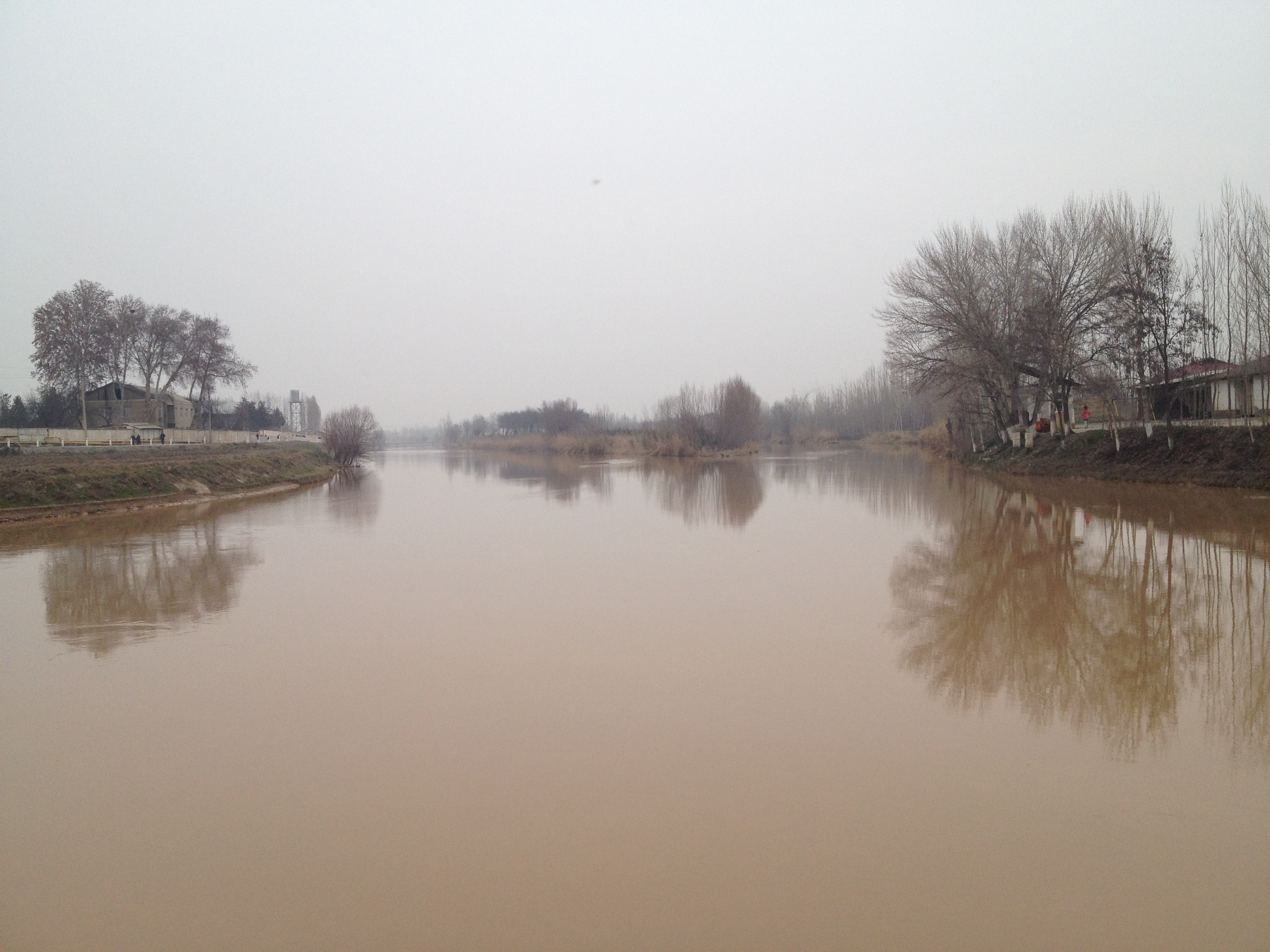
안디잔 근교의 페르나가 대운하

페르가나 대운하(타지크어: Фарғона Канал, 우즈베크어: Fargʻona Kanali)는 타지키스탄과 우즈베키스탄 사이 페르가나 분지에 있는 관개용 운하로 타지키스탄 수그드주에 있는 카이라쿰호로 흐른다. 1939년에 공사가 이뤄졌는데, 우즈베크인 및 타지크인 집단농장 농부 16만 명(주로 우즈베크인)이 동원된 공사를 통해 45일만에 완공됐다. 길이는 270km로 수력발전소 1천 곳 이상이 있다.

## 사용
운하의 주된 용도는 시르다리야강 강물을 통해 페르가나 분지의 면화 농장을 관개하여 서구권 지역의 면화 시장으로부터 농업적 독립을 꾀하는 것이었다. 1940년부터 1941년에 북페르가나 운하와 남페르가나 운하도 축조됐다. 그 결과로 페르가나 분지 지역 관개망에 대한 수자원 공급이 상당히 늘어났고 관개지 또한 늘어났으며 면화 수확이 2배가 됐다. 이러한 관개 계획을 통해 농작물을 대량으로 생산하게 되면서 인구가 늘었다. 페르가나 대운하 하나만으로 페르가나 분지 지역의 39% 가량을 관개한다.